# ادغار بونهام كارتر
السيد إدغار بونهام كارتر كي سي إم (2أبريل1870-24 أبريل 1956) كان محاميًا بريطانيا وإداريا في السودان والعراق. في أيام شبابه، كان لاعبًا للرجبي يتمتع ببعض الأهمية ومثل إنجلترا على المستوى الدولي.

## النشأة ومهنة الرجبي
وُلد بونهام كارتر في لندن، وهو ابن رجل الأعمال والمحامي هنري بونهام كارتر وزوجته سيبيلا شارلوت (ني نورمان)،وتلقى تعليمه في كليفتون كوليدجونيو كوليدج،أكسفورد، حيث حصل على المركز الثاني مرتبة الشرف في الفقه عام 1892ميلادي.أثناء وجوده في أكسفورد، لعب بونهام كارتر اتحاد الرجبي لفريق الجامعة وفاز بلقبين رياضيين«البلوز» في عامي 1890و1891.بينما كان لا يزال في أكسفورد، تم اختياره للعب مع منتخب إنجلترا، في بطولة الأمم المحلية عام 1891، ضد اسكتلندا.كان هذا ظهوره الدولي الوحيد، لكنه استمر في لعب الرجبي بعد تركه الجامعة، وانضم إلى بلاكهيث، قبل أن يتوجه إلى السائحين البربريين في عام 1892.

## الخدمة في السودان والعراق
قد تم استدعاء بونهام كارتر إلى نقابة المحامين الذي تم من قبل لنكولن إن في سنة 1892ميلاديا وفي سنة 1899 حيث تم تعيينه سكرتيرًا قانونيًا للسودان.
في السودان، حيث كان عليه أن يبتكر نظامًا قانونيًا جديدًا تمامًا، حيث استند الجزء الجنائي منه إلى حد كبير إلى قانون العقوبات الهندي.شغل هذا المنصب، وأخيرًا أيضًا عضوًا رسميًا في مجلس الحاكم العام للسودان، حتى عام 1919، عندما تم تعيينه ضابطًا قضائيًا أول في بلاد ما بين النهرين (فيما بعد العراق)، حديثًا تحت الانتداب البريطاني بعد أن كان جزءًا من فترة طويلة. الامبراطورية العثمانية.هنا كان عليه أيضًا أن يبتكر نظامًا قانونيًا جديدًا، ويكيف النظام العثماني ليتناسب مع الأفكار البريطانية الحديثة للعدالة، ولكن لا يفرض الكثير من الأفكار الأجنبية على النظام القانوني القديم في البلاد.
أثناء وجوده في العراق، اهتم بعلم الآثار.بناءً على طلب عائلة جيرترود بيل، أصبح السكرتير الفخري للمدرسة البريطانية للآثار في العراق، التي أسسها على أساس متين.كان رئيسًا للمدرسة حتى عام 1950.

## الحياة في وقت لاحق
تقاعد في عام 1921، ثم عاد إلى إنجلترا. خاض انتخابات مجلس مقاطعة لندن في عام 1922 كمرشح تقدمي عن بيثنال جرين نورث إيست وانتخب من قبل الشعب.ثم خدم لمدة ثلاث سنوات.من عام 1929 إلى عام 1939، كان رئيسًا لشركة First Garden City Ltd، التي كانت مسؤولة عن تطوير Letchworth، ومن عام 1940 إلى عام 1942 كان رئيسًا للمجلس الوطني للإسكان وتخطيط المدن. كان أيضًا عضوًا في مجلس الصندوق الوطني، الذي شغل معظم وقته، وكان رئيسًا لجمعية الحفاظ على العموم.كما كان عضوًا في مجلس الجمعية الملكية لمنع القسوة على الحيوانات.
تم تعيين بونهام كارتر رفيق وسام القديس ميخائيل وسانت جورج (CMG) في عام 1909، ورفيق وسام الإمبراطورية الهندية (CIE) في عام 1919،وقائد فارس من وسام القديس مايكل وسانت جورج (KCMG) عام 1920 مع مرتبة الشرف لعمله في العراق. كما حصل على الوسام العثماني من الدرجة الثالثة من خديوي مصر عام 1902،ووسام النيل المصري من الدرجة الأولى عام 1916.
كان من بين أشقاء بونهام كارتر الجنرال السير تشارلز بونهام كارتر والشقيق السياسي السير موريس بونهام كارتر، حيث كان جد الممثلة هيلينا بونهام كارتر.

## حواشي
1. 1 2  مذكور في: الشبكات الاجتماعية وسياق الأرشيف. مُعرِّف الشبكات الاجتماعية ونظام المحتوى المؤرشف (SNAC Ark): w6gx7h8x. باسم: Edgar Bonham-Carter. الوصول: 9 أكتوبر 2017. لغة العمل أو لغة الاسم: الإنجليزية.
2. 1 2  مذكور في: النبلاء. مُعرِّف شخص في موقع "النُبلاء" (thepeerage.com): p41651.htm#i416510. باسم: Edgar Bonham Carter. الوصول: 9 أكتوبر 2017. المُؤَلِّف: داريل روجر لوندي. لغة العمل أو لغة الاسم: الإنجليزية.
3. ↑  مذكور في: جينالوجيكش. مُعرِّف شخص في موقع "جينالوجيكس" (genealogics.org): I00454951. باسم: Edgar Bonham-Carter. المُؤَلِّف: Leo van de Pas. لغة العمل أو لغة الاسم: الإنجليزية. تاريخ النشر: 2003.
4. ↑  مذكور في: Oxford Dictionary of National Biography. الناشر: دار نشر جامعة أكسفورد. لغة العمل أو لغة الاسم: الإنجليزية. تاريخ النشر: 2004.
5. ↑  مذكور في: النبلاء. مُعرِّف شخص في موقع "النُبلاء" (thepeerage.com): p54471.htm#i544703. باسم: Edgar Bonham-Carter. المُؤَلِّف: داريل روجر لوندي. لغة العمل أو لغة الاسم: الإنجليزية.
6. ↑  "الغارديان" (بالإنجليزية). جارديان ميديا جروب.
7. 1 2  مذكور في: النبلاء. لغة العمل أو لغة الاسم: الإنجليزية. المُؤَلِّف: داريل روجر لوندي.
8. ↑  مُعرِّف شخص في موقع "النُبلاء" (thepeerage.com): p54471.htm#i544703. الوصول: 7 أغسطس 2020.
9. 1 2  مذكور في: من يكون من. الناشر: فرانسيس دوق تيك. لغة العمل أو لغة الاسم: إنجليزية بريطانية. الرَّقم التَّسلسليُّ المِعياريُّ الدَّوليُّ (ISSN): 0083-937X.
10. ↑  Although his father and some of his siblings spelt their surname without the hyphen, Edgar Bonham-Carter used it.
11. ↑  "Clifton College Register" Muirhead, J.A.O. p112: Bristol; J.W Arrowsmith for Old Cliftonian Society; April, 1948
12. ↑  Edgar Bonham-Carter player profile Scrum.com نسخة محفوظة 2021-12-02 على موقع واي باك مشين.
13. ↑  "The R.S.P.C.A. Elections to the Council", ذا تايمز, 2 April 1931, p.6.